# زنان در سودان جنوبی

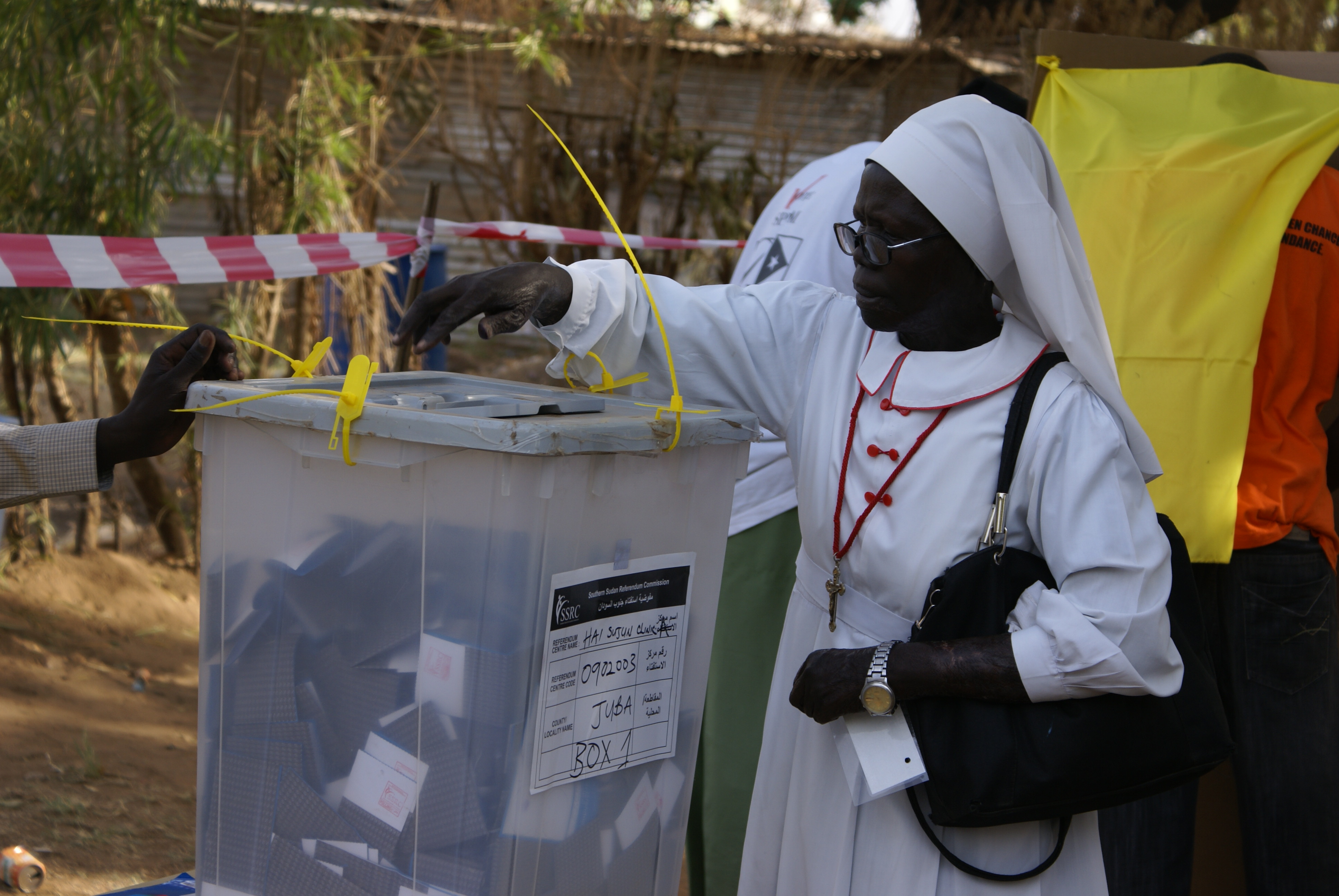
یک راهبه از سودان جنوبی در حال رأی‌گیری در انتخابات ۹ ژانویه ۲۰۱۱.

زنان در سودان جنوبی به زنانی اطلاق می‌شود که در سودان جنوبی زندگی می‌کنند و از این کشور هستند. از زمان استقلال سودان جنوبی در ۹ ژوئیه ۲۰۱۱، این زنان قدرت بیشتری به دست آورده‌اند اما همچنان با مسائل نابرابری مواجه هستند. بسیاری از زنان در این منطقه به منابع بهداشتی و آموزشی کافی دسترسی ندارند.
اگرچه این زنان اغلب با نابرابری مواجه هستند، اما از زمان اعلام رسمی استقلال سودان جنوبی پیشرفت‌هایی حاصل شده است. در سال‌های اخیر، این نابرابری توجه ملی را به خود جلب کرده و مردم به مسئله ازدواج کودکان که این منطقه با آن روبرو است، علاقه‌مند شده‌اند. علاوه بر این، تمرکز بر سطح بسیار بالای مرگ و میر مادران در سودان جنوبی آغاز شده است. با نرخ مرگ و میر مادران ۷۸۹ مرگ در هر ۱۰۰٬۰۰۰ تولد زنده، سودان جنوبی یکی از بالاترین نرخ‌ها در جهان را دارد.

## جمعیت‌شناسی
در حال حاضر، جمعیت کل سودان جنوبی ۱۲٬۹۱۹٬۰۵۳ نفر است. در سال‌های اخیر، جمعیت مردان از جمعیت زنان پیشی گرفته است. در سال ۲۰۱۸، جمعیت زنان ۶٬۴۴۴٬۳۲۹ نفر و جمعیت مردان ۶٬۴۷۴٬۷۲۰ نفر بود. زنان در سودان جنوبی حدود ۴۲ درصد از کل جمعیت کشور را تشکیل می‌دهند. آن‌ها جمعیت کمتری نسبت به جمعیت مردان دارند.

## سلامت و آموزش
در سراسر سودان جنوبی، بسیاری از زنان از دسترسی به امکانات و فرصت‌های آموزشی و منابع بهداشتی محروم هستند. طبق گزارش بانک جهانی، ۵۱٪ از جمعیت سودان جنوبی زیر خط فقر زندگی می‌کنند. در نتیجه، بسیاری از زنان در سودان جنوبی فرصت رفتن به مدرسه را ندارند و باید در خانه بمانند و به خانواده‌های خود کمک کنند که به همین دلیل بی‌سواد باقی می‌مانند.
اقداماتی برای فراهم آوردن امکان تحصیل برای کودکان بیشتر انجام شده است، از جمله تأسیس یک سیستم آموزشی برای دختران توسط وزارت آموزش، علوم و فناوری سودان جنوبی.
اگرچه این اقدامات باعث افزایش حضور در مدارس شده است، اما هنوز تعداد زیادی از کودکان، به ویژه دختران، به دلیل ناتوانی مالی خانواده‌هایشان از حضور در مدارس محروم هستند. طبق نظرسنجی سلامت خانوار در سال ۲۰۰۶، ۴۶٪ از زنانی که هیچ آموزشی ندیده‌اند، پیش از رسیدن به سن ۱۸ سالگی ازدواج کرده‌اند. بسیاری از این زنان به جای ادامه تحصیل و آموزش، ازدواج می‌کنند.
بی‌سوادی و آموزش محدود نیز به ناتوانی زنان در سودان جنوبی در حفاظت از خود در برابر عفونت‌های منتقل‌شونده جنسی مرتبط است. تنها ۳٪ از زنان بدون آموزش رسمی و ۲٪ از زنان مناطق فقیرترین از نوعی وسایل پیشگیری از بارداری استفاده می‌کنند، در مقایسه با ۲۲٪ در ثروتمندترین مناطق. نبود آموزش در میان زنان این منطقه مستقیماً بر سلامت آن‌ها تأثیر دارد. کمتر از نیمی از زنان سودان جنوبی از ایدز شنیده‌اند و بیش از ۵۰٪ از زنان از روش‌های جلوگیری از این بیماری اطلاعی ندارند. همچنین بسیاری از دختران و زنان مجبور به ترک تحصیل می‌شوند تا ازدواج کنند و بنابراین فرصت آموزش را از دست می‌دهند.
طبق نظرسنجی خانوار سودان در سال ۲۰۰۶، سطح تحصیلات مادر نقشی در وزن کودک دارد. ۳۵٪ از کودکانی که مادران آن‌ها آموزش رسمی نداشتند کم‌وزن بودند، در حالی که تنها ۱۹٪ از کودکانی که مادرانشان دارای سطح تحصیلات متوسطه بودند کم‌وزن بودند. این نظرسنجی همچنین نشان داد که به‌طور میانگین ۱۴٪ از کودکان در سودان جنوبی به شدت کم‌وزن هستند. درصد متوسط کودکانی که در سودان جنوبی دچار توقف رشد شدید هستند، ۱۸٪ است.